# Corporació Valenciana de Mitjans de Comunicació
|  | No s'ha de confondre amb Consell Audiovisual de la Comunitat Valenciana. |

La Corporació Valenciana de Mitjans de Comunicació, també coneguda per les seues sigles CVMC, fou un organisme de la Generalitat Valenciana, encara que amb autonomia en la gestió i independència funcional, encarregat de produir i difondre productes audiovisuals. Des de juliol de 2016 va ser el successor de l'ens Radiotelevisió Valenciana, que va ser tancat el 2013 per l'expresident Alberto Fabra, en considerar inassumibles les despeses de readmissió del personal després que la justícia considerara il·legal l'ERO. L'11 de març de 2025, el govern de Carlos Mazón el va suprimir i fou substituït per la Corporació Audiovisual de la Comunitat Valenciana.
Aquest organisme estava governat pel Consell Rector. Comptà, a més, amb els consells de la Ciutadania i d'Informatius. El Consell Rector es va constituir el 26 d'octubre de 2016, encara que sense la candidata del PPCV Maite Fernández, ja que tots els diputats d'aquest grup es van absentar en la votació, i des de 2020 fou presidit per Mar Iglesias García.
Les activitats que es realitzaven eren de radiodifusió, amb emissores de televisió i ràdio, i de creació de contingut. A més, aquest ens formà part de la Federació d'Organismes de Ràdio i Televisió Autonòmics (FORTA), amb la qual compartí continguts per a la seua emissió en diferents regions. El començament de les emissions de la ràdio va tindre lloc l'11 de desembre de 2017 i el de les de la televisió, el 25 d'abril de 2018 (en proves), encara que les emissions regular no hi van arribar fins al 10 de juny. Durant aquest temps, i fins que es va formar la plantilla i es va crear la graella de programació, s'emeteren imatges d'arxiu. Per aquesta raó, l'objectiu era el de contractar els serveis d'una empresa que s'encarregara d'efectuar les proves necessàries per a poder començar amb les emissions. Aquesta empresa va contractar extreballadors de Radiotelevisió Valenciana.
à Punt és el primer nom escollit per a treballar la imatge corporativa del grup multimèdia. El va idear l'agència Aftershare i va ser seleccionat d'entre 82 propostes. Segons el president, aquest nom no era una marca ni una representació gràfica, sinó que es tractava d'una base per a treballar la marca final, per la qual cosa podia canviar durant el procés. Malgrat això, al setembre es va presentar la imatge corporativa del grup, on van confirmar les dues marques.
Els objectius i les línies estratègiques estaven concretats en el mandat marc per les Corts. La forma d'aconseguir-los estava descrita en el contracte programa de la Generalitat, redactat abans que passaren nou mesos des de l'aprovació del mandat marc. L'executiu valencià va redactar i presentar abans del 14 de març del 2017 el projecte de llei de la creació del Consell Audiovisual valencià, autoritat imprescindible perquè la Corporació exercira aquesta activitat.
Més tard, es va crear una borsa de treball i es van contractar, per a començar, 60 empleats. Els extreballadors de Radiotelevisió Valenciana tenien prioritat en la contractació temporal, segons dictava la llei, pel que es va negociar amb els sindicats la manera de dur-ho a terme. Els criteris per al disseny d'aquesta borsa de treball són haver treballat en RTVV, haver superat alguna prova selectiva i el coneixement d'idiomes, entre d'altres.

## Història

### Precedents

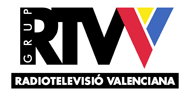
Primer logotip de Radiotelevisió Valenciana.

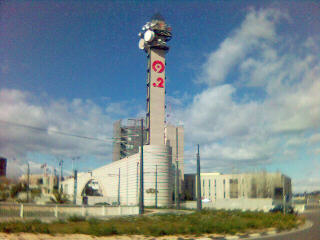
Seu en Burjassot.

Radiotelevisió Valenciana (RTVV), fundada el 1984 per fomentar la intercomunicació entre valencians i potenciar la seua identitat cultural i lingüística, és tancada en 2013 per l'expresident Alberto Fabra en considerar inassumibles les despeses de readmissió del personal després que la justícia considerara il·legal l'ERO. Durant la campanya de les eleccions autonòmiques del 2015 l'esquerra promet reobrir aquest ens.
El 17 de juliol de 2015 el Consell aprova el decret pel qual es crea l'Alt Consell Consultiu de Radiodifusió, Televisió i Altres Mitjans de comunicació amb el motiu d'estudiar la situació de RTVV per a la seua reobertura.
Finalment s'opta per crear un nou ens, la Corporació Valenciana de Mitjans de Comunicació, encara que sense que l'anterior s'haja acabat de liquidar. Els principals problemes als quals s'enfronta la Generalitat per obrir la Corporació són:
- La situació dels extreballadors. En un primer moment es proposa la paralització de la liquidació d'RTVV perquè aquesta és l'única forma amb la qual es pot mantenir tots els treballadors. Finalment s'opta per començar de zero amb un nou grup.
- El recurs presentat pel PSPV-PSOE davant el Tribunal Constitucional (TC).[23] Encara que el 3 de març de 2016 el partit retira el recurs, el TC encara pot pronunciar-se.[24]
- El problema societari. L'obstacle se centra a determinar si s'ha produït un traspàs d'actius, un fet prohibit per la llei societària.
- La demanda presentada pels sindicats CGT i UGT en l'Audiència Nacional, que pot acabar en la reincorporació dels més de 1600 professionals.[9]
- La possible successió empresarial. La justícia pot sentenciar que el nou ens dona continuïtat a l'anterior i aquesta connexió pot complicar el procés.[25]

### Obertura

#### La llei
Amb la participació de tots els sectors afectats a través d'un fòrum obert, del diàleg entre tots els partits del parlament valencià i de la col·laboració d'experts universitaris independents, el 22 de desembre de 2015 les Corts deroguen la llei que va permetre tancar RTVV i, per tant, la Generalitat recupera la competència per prestar el servei de radiodifusió. Encara que el desig de bona part de l'executiu és el de començar les emissions provisionalment amb contingut parlamentari, rodes de premsa i comunicats oficials, s'opta finalment per esperar a tenir un marc legislatiu i comptar amb els professionals del sector.
El 23 de març de 2016 es trien els vocals de l'Alt Consell Consultiu per unanimitat: Rafa Xambó (Compromís), María Lozano (Podem), Vicent Vergara (PSPV-PSOE), Raquel Piqueras (Ciutadans) i Alicia Martínez (PPCV). Aquest es constitueix el 7 d'abril de 2016 per prendre les primeres decisions tècniques de l'engegada del servei de radiotelevisió i per començar amb la contractació de dibuixos animats, produccions de documentals i de ficció i programes per dotar de continguts a la nova cadena.
El 9 de maig de 2016 les Corts aproven la llei per a la creació de la nova empresa de ràdio i televisió públiques amb els vots a favor de PSPV-PSOE, Compromís i Podem; el vot en contra del Partit Popular i l'abstenció de Ciutadans. La llei dona prioritat als antics treballadors de RTVV en la contractació en el nou organisme, encara que el Consell Jurídic Consultiu (CJC) ho rebutja i proposa canviar aquest punt al·legant que el legislador, "en el seu afany de recompensar al col·lectiu afectat en el seu moment", no pot propiciar "una tècnica que pot resultar contrària als principis legals d'igualtat, mèrit i capacitat".
Al maig del 2016 el comité d'experts del Consell d'Europa insta a les autoritats valencianes, a través d'un informe, a fomentar o facilitar la creació d'un canal de televisió i una estació de ràdio públiques en valencià.
El 19 de maig de 2016 l'Institut Valencià d'Investigacions Econòmiques (IVIE) dona a conéixer un informe elaborat per la Generalitat sobre un hipotètic pressupost. L'IVIE estima en 50 milions d'euros el cost de la Corporació Valenciana de Mitjans de Comunicació, calculat amb la mitjana de despesa per habitant de les tres televisions autonòmiques amb menor cost —Astúries, Castella i Lleó i Comunitat de Madrid. L'informe, a més, estima un impacte sobre l'economia del País Valencià de 46 milions d'euros de renda i la generació de 1275 llocs de treball (directes, indirectes i induïts). Així mateix alerta que cal tenir "molt present l'estat de les finances públiques valencianes i les restriccions que d'això es deriven", i que les xifres no permeten crear una radiotelevisió de 140 milions de cost i 700 empleats, com proposava un estudi de les universitats valencianes.
El 31 de maig de 2016 finalitza el termini per presentar continguts de ficció, documentals i animació amb 167, 278 i 57 projectes presentats respectivament; i el 20 de juny per a continguts de programes amb 303 projectes. Els projectes presentats a l'Alt Consell Consultiu sumen un total de 805 per a la seua selecció.
El 17 de juny de 2016 el Consell, aplicant la llei aprovada el 22 de desembre de 2015, inicia el traspàs dels béns d'RTVV a la Generalitat Valenciana per a, una vegada oberta la Corporació, poder traspassar-los a aquesta.
El 21 de juny de 2016 el Consell autoritza destinar 1,5 milions d'euros a la renovació completa de l'àrea tècnica d'emissions del Centre de Producció de Programes de Burjassot, el qual donarà cabuda a altres televisions.

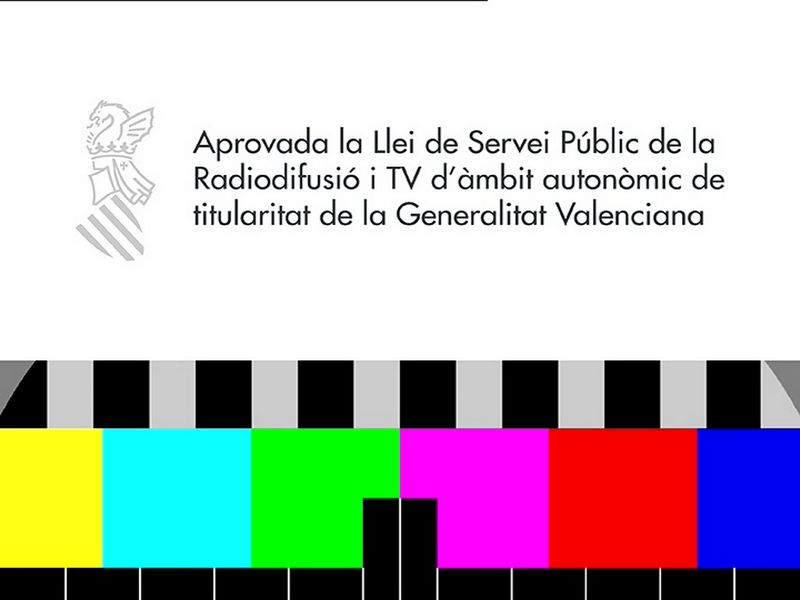
Carta d'ajust provisional emesa a partir del 15 de juliol pels canals de TDT de la Generalitat Valenciana.

El 14 de juliol de 2016 les Corts aproven amb 64 vots a favor —PSPV-PSOE, Compromís, Podem i Ciutadans— i 26 abstencions —PPCV— la proposició de llei d'obertura de la Corporació. La llei parteix de totes les idees recollides en el fòrum obert de desembre en el qual van participar tots els sectors afectats i del treball de totes les persones expertes que van comparéixer en les Corts, encara que amb alguns punts millorats mitjançant tràmits parlamentaris.
Els extreballadors demanaven que les oposicions de l'antiga Radiotelevisió Valenciana tingueren validesa i així tenir prioritat en la contractació, però el PSPV-PSOE, Compromís i Ciutadans voten en contra de l'esmena presentada per Podem en considerar que hi ha un garbull legal, ocasionat pel tancament de l'anterior ens, i això perjudicaria en un futur a la Corporació. No obstant això, per a la contractació temporal la llei sí que recull valorar haver treballat en RTVV i l'antiguitat.
La CVMC forma part de la FORTA des del 25 de gener de 2018.

#### Elecció del Consell Rector
El 27 de juliol del 2016 es proposen els membres del primer mandat del Consell Rector, amb Josep López Álvarez de president, encara que al no haver-hi acord entre els diferents grups parlamentaris per arribar a la majoria necessària s'ajorna la votació per al mes de setembre. Els candidats al consell arriben a ser qüestionats per haver-hi entre ells massa periodistes i cap professional en gestió empresarial. A més, Maite Fernández, la candidata proposada pel PPCV, és criticada per l'AVM3J, Compromís i Podem per haver manipulat com a cap d'informatius en RTVV, destacant l'ocultació de l'accident de Metrovalencia del 2006.
El 3 d'agost de 2016 l'Alt Consell Consultiu publica en el DOGV els projectes de ficció preseleccionats, amb la seua baremació, per a la televisió de la Corporació. La Forastera, La Tramuntana, Desenterrats i Maniseres són les quatre sèries; i Parany, Acció, Jaume I, El Molí de la Plata, Iturbi, Ramon Llull, La Riuà, Valor i Tormo són les nou mini sèries.
Aquest mateix mes la Corporació es connecta tècnicament amb la Federació d'Organismes de Ràdio i Televisió Autonòmics (FORTA), encara que no participarà com a inversora fins que no tinga una televisió. A més, s'anuncia la reciprocitat en l'emissió dels canals de televisió de la Corporació amb els canals públics de Catalunya (CCMA) i Balears (EPRTVIB) . aquests canals es veurien al País Valencià sempre que els canals de la Corporació es vegeren en aquests territoris. TV3 i la resta dels canals de la CCMA van deixar de veure's per complet al País Valencià el 17 de febrer de 2011. Acció Cultural del País Valencià havia finançat l'emissió de la televisió pública catalana durant 28 anys a través dels seus propis repetidors. Segons el Govern valencià, presidit llavors per Francisco Camps, les emissions eren il·legals, i va imposar multes de fins a 800 000 euros. Encara que la justícia va fallar a favor de l'associació, aquesta va decidir esperar a la reciprocitat.
Al setembre del 2016 es reprenen les negociacions per a l'elecció del Consell Rector amb la nova proposta del PSPV-PSOE per a la presidència: Enrique Soriano Hernández, doctor en Dret i lletrat de les Corts. Tots els grups polítics estan d'acord amb el nou nom, però Compromís i Podem veten a la candidata del PPCV Maite Fernández. Ciutadans, al mateix temps, adverteix que votaran en contra del Consell si hi ha un sol vot en contra a algun candidat. Finalment Compromís retira el veto a Fernández i Podem afirma que si tots voten a favor, ells també ho faran per no bloquejar l'elecció. Amb tots aquests canvis, es convoca una reunió per negociar la data de la votació, encara que el PPCV no assistix i intenta que Ciutadans tampoc ho faça. Alguns partits arriben a afirmar que Ciutadans i PPCV intenten bloquejar indefinidament l'elecció, perquè en el qual no està d'acord un, no està d'acord l'altre. També la Mesa Sectorial de l'Audiovisual Valencià (MESAV), una plataforma que representa al col·lectiu audiovisual valencià, culpa al PP de bloquejar i torpedejar l'obertura de la Corporació. El PSPV-PSOE amenaça amb canviar la llei de forma provisional, per triar amb solament majoria simple, si no s'arriba a un acord, i el PPCV denuncia l'autoritarisme del Govern valencià.
El 19 de setembre de 2016 el president valencià Ximo Puig i el seu homòleg Carles Puigdemont es reuneixen en el Palau de la Generalitat i signen l'acord de reciprocitat dels canals de la Corporació amb els de la Corporació Catalana de Mitjans Audiovisuals. L'acord inclou la creació d'una comissió tècnica mixta amb Catalunya perquè, només la Corporació comence a emetre, es faça efectiva aquesta reciprocitat.
El Tribunal Constitucional retira definitivament el 28 de setembre el recurs del PSPV-PSOE a la llei que va promoure el tancament de RTVV perquè la controvèrsia ha desaparegut. Encara que amb aquest pas es millora la situació jurídica de la Corporació, encara queda la demanda dels sindicats per l'acomiadament dels extreballadors. D'altra banda, el Govern en funcions del Partit Popular anuncia en octubre que discrepa en diversos articles de la llei de la Corporació i que, si no s'arriba a un acord, recorrerà el seu contingut al Tribunal Constitucional. Els articles són el 42, el 46 i la disposició novena i tracten sobre el règim de personal i les condicions de partida dels extreballadors de RTVV, que tindran prioritat en la contractació temporal.
El 20 d'octubre de 2016 les Corts aproven el primer Consell Rector, el qual està compost per Enrique Soriano Hernández (president), Vicent Vergara del Toro (PSPV-PSOE), Vicente Cutanda Mansilla (PPCV), Rafel Xambó Olmos (Compromís), José Martínez Sáez (Ciutadans), María Lozano Estivalis (Podem) i els membres provisionals Raquel Piqueras Navarro (Ciutadans), Mar Iglesias García (Compromís) i María Dolores Navarro Giménez (UGT). La candidata provisional Maite Fernández no obté els vots necessaris (un mínim de dos terços) a causa que tots els diputats del PPCV abandonen la càmera abans de les votacions, la qual cosa obliga a repetir la seua votació en el pròxim ple. Aquest grup parlamentari justifica la seua absència afirmant que volien que hi haguera una votació per candidat per a així poder votar en contra de qui donara un vot negatiu a la seua candidata. La resta de grups consideren aquesta actitud de "lamentable" i d'una "falta de respecte a la democràcia" perquè, a més, no s'han assegut a negociar. Els membres prenen possessió del seu càrrec el 26 d'octubre de 2016.
El 17 de novembre de 2016 la Corporació sol·licita entrar en la Federació d'Organismes de Ràdio i Televisió Autonòmics (FORTA) i així poder disposar de material d'arxiu per a les emissions provisionals. Aquest mateix mes la Generalitat dona el vist i plau al Consell Rector per a utilitzar provisionalment el Centre de Producció de Programes (CPP) de Burjassot fins que es firme el contracte d'arrendament.

#### Posada en funcionament
Al desembre de 2016 el Consell Rector arriba a un acord amb els liquidadors de Radiotelevisió Valenciana per a llogar part de les instal·lacions del Centre de Producció de Programes (CPP) durant un any.
De forma paral·lela, el Consell Rector aprova el procés, de dues parts independents, de selecció del nom dels canals i del disseny de la identitat corporativa, amb un premi de cinc mil euros cadascuna. Els noms han de ser un reflex de la cultura valenciana i han de contribuir a la vertebració del territori. Per al disseny de la identitat visual corporativa se seleccionen tres equips de treball que, a més de guanyar el premi inicial, participen en el seu desenvolupament, basant-se en el nom anteriorment seleccionat. Finalment, l'empresa guanyadora és recompensada amb 30.000 euros addicionals.
Al mateix temps es dona a conéixer el mal estat dels equips de l'antic ens, de la desaparició d'aparells i l'alteració de contrasenyes. Alguns tècnics i polítics, com Rafael Xambó, ho arriben a qualificar de "sabotatge" per part del PPCV per a dificultar la reobertura de la radiotelevisió. D'altra banda, s'aprova una partida d'1,4 milions d'euros per a obtenir l'equipament tècnic necessari perquè els canals de televisió puguen emetre en alta definició (HD).
El primer mandat marc és aprovat pel Consell Rector l'1 de gener de 2017, per bé que encara ha de ser ratificat per les Corts. Els punts més rellevants són: que almenys el 35% del temps d'emissió anual siga d'obres audiovisuals de productores valencianes, doblegades al valencià si no ho estan; la promoció dels valors i principis continguts en el Estatut d'Autonomia; la utilització d'un llenguatge no sexista per a afavorir la igualtat de gènere; la creació d'un llibre d'estil per a regir la pràctica professional dels seus treballadors; l'adequació dels horaris per a protegir la infància i la joventut; les mesures oportunes per a garantir la qualitat informativa i el pluralisme; i una transició a la alta definició (HD). El document s'ha basat en el mandat marc de la Corporació Catalana de Mitjans Audiovisuals, el qual Podem ha reformulat i la resta de grups polítics han esmenat. La proposta del PPCV d'imitar el mandat marc de Radiotelevisión Española (RTVE) és rebutjada. El 9 de febrer de 2017 les Corts aproven el mandat marc modificat per unanimitat. Amb aquest pas, ja existeix un full de ruta per a començar amb les transmissions i la creació de contingut.
Aquest mateix mes el Consell Rector aprova, segons dicta la llei, el Reglament orgànic i funcional. Aquest conté les normes de funcionament i delimita les competències de cada òrgan.
El 26 de gener de 2017 l'Audiència Nacional avala els acomiadaments de Radiotelevisió Valenciana i descarta la inconstitucionalitat de la llei que va liquidar aquesta organització, responent així a la demanda presentada per CGT i UGT i facilitant el camí de la Corporació Valenciana de Mitjans de Comunicació. La resolució justifica el tancament de l'antiga empresa per la seua calamitosa situació, amb una plantilla sobredimensionada. També nega que, almenys fins al moment, existisca successió d'empreses entre RTVV i la CVMC.
La periodista Empar Marco Estellés és triada directora general d'À Punt Mèdia pel Consell Rector el 23 de febrer de 2017, i ratificada per les Corts —amb les abstencions de Ciutadans i els vots en contra del PPCV— el 2 de març, perquè ocupe el càrrec de directora general durant tres anys. Marco és llicenciada en Filologia Catalana en la Universitat de València i ha treballat com traductora, correctora i periodista en dues administracions valencianes i en alguns mitjans com Radiotelevisió Valenciana, on va participar en l'elaboració del llibre d'estil de l'ens, i Televisió de Catalunya, com a corresponsal en el País Valencià. També és coautora d'una novel·la sobre el tancament de RTVV, Vertigen. La Taula Sectorial de l'Audiovisual Valencià (MESAV) recolza a Marco per al càrrec.
El 8 de març de 2017 es dona a conèixer que à., o à.mèdia, és el primer nom escollit per a treballar la imatge corporativa del grup multimèdia. Aquest ha sigut ideat l'agència Aftershare —de la qual el publicista Risto Mejide és soci— i s'ha seleccionat d'entre 82 propostes. S'elegí aquest nom per ser una lletra trobada al nom de les tres províncies, ser la primera lletra de l'alfabet llatí, els nombres estaven descartats i l'accent obert és un tret característic del valencià. Segons el president del Consell Rector, aquest nom no és una marca ni una representació gràfica, sinó que es tracta d'una base per a treballar la marca final, per la qual cosa pot canviar durant el procés. Segons la Generalitat Valenciana s'ha escollit el nom à. per tres raons: la primera és que la lletra A apareix en els noms de les tres províncies del País Valencià: Província de Castelló, València i Alacant; en segon lloc perquè la A és la primera lletra de l'abecedari, "és l'inici, començar des de zero, inaugura alguna cosa nova", i atés que s'ha "esgotat el criteri dels nombres, s'ha escollit la primera lletra"; i, finalment, se li afig l'accent obert, la à tònica en valencià, una cosa característica de la llengua catalana.
Com a conseqüència, el diputat del PPCV Jorge Bellver i els diputats de Ciudadanos demanaren que es reconsiderara aquest nom perquè "A punt" va ser l'eslògan d'un esdeveniment sobre la independència a Catalunya, encara que tots els membres del Consell Rector, inclosos els de aquest mateix partit polític, han votat per unanimitat aquest nom. Altres diputats li recorden que la CVMC té independència funcional, malgrat ser de la Generalitat, i que, a més, aqueix nom va ser anteriorment utilitzat pel Ajuntament de València i per l'Agència Valenciana de Mobilitat mentre el Partit Popular governava en ambdues institucions.
El 26 d'abril es crea el lloc web de la CVMC, encarregada a Xinxeta Multimèdia mitjançant un contracte menor de 7.422 euros (8.981 euros comptant l'IVA).
Aprofitant una reunió amb la Comissió Europea feta pel president de la Generalitat Valenciana Ximo Puig el juny de 2017, aquest es va reunir "amb la secretària general de desenvolupament europeu de la televisió francesa ARTE, Marysabelle Cote, (...) per a buscar vies de col·laboració amb la futura nova televisió [pública] valenciana".
El juny de 2017 el Consell Rector acordà que els creadors del nom de la marca foren els quals desenvoluparen la marca À. Aftershare guanyà a Menta i una unió de dissenyadors formada per Dídac Ballester, Sebastián Alós, Antonio Ballesteros i Enrique Casp.
El juliol de 2017 s'anuncia la cloenda de la redacció del seu llibre d'estil basant-se en part de les propostes de la Unió de Periodistes i l'Associació de Víctimes de Metro 3 de juliol.
L'agost de 2017 l'edifici on s'elaboren els informatius d'À Punt es va reformar.
S'anuncià al setembre de 2017 que la ràdio i el web d'À Punt es posaria en marxa abans del 2018. El mateix dia de l'anunci, el 12 de setembre de 2017, es creà el seu compte de Twitter.
Més endavant, l'11 de desembre de 2017 van començar les emissions de la ràdio. Així mateix, el 25 d'abril de 2018, van iniciar-se les emissions en proves del primer canal de televisió, encara que les definitives no hi van arribar fins al 10 de juny.

### Funcionament
Empar Marco digué que els festejos taurins no serien emesos a la televisió el desembre de 2017, rectificant el dia després dient que sí s'emetran. En abril de 2018 aclarí que no s'emetrien imatges mentre que sí s'informaria verbalment d'aquestes argumentant que la decisió es basa en el respecte a les sensibilitats com a servei públic i el compliment de la legalitat que prohibeix emetre programes que mostren violència.
El març de 2018 van aprovar el contracte per al doblatge per a À Punt per tres milions d'euros. En el Consell Rector s'acordà demanar el trasllat de l'Arxiu de RTVV.
El febrer de 2018 foren elegits pel Consell Rector els membres del Consell Ciutadà. L'abril es va constituir el Consell Ciutadà.

## Estructura organitzativa
Tant el president com el director general es trien per concurs públic i el seu nomenament ha de ser aprovat per les Corts.
Els consells Rector i Audiovisual tenen un secretari no conseller que té veu però no vot. El càrrec l'ostenta un funcionari de carrera i té les funcions que el consell corresponent li assigna, d'estendre acta en les reunions i d'assessorar-lo.

### Consell Rector
És el màxim govern de l'entitat i encarregat de la gestió financera. Es reuneix en sessió ordinària, almenys, una vegada al mes i en sessió extraordinària a sol·licitud de la Presidència o quan ho sol·liciten un terç dels seus membres. Aquest consell ha de cessar si s'aconsegueix un dèficit igual o superior al 10% en el resultat del pressupost anual o si se supera una caiguda del 25% dels ingressos previstos.
El mandat del president del Consell Rector i de la Corporació dura sis anys, i és triat per les Corts d'entre els tres candidats proposats pel Consell Audiovisual, després d'exposar el seu projecte, amb una majoria de dos cinquens en la primera votació o de tres cinquens en la segona. En cas de no arribar es necessitaria una tercera votació amb una majoria absoluta, encara que el càrrec solament duraria sis mesos. Enrique Soriano Hernández, nomenat president en 2016, va dimitir en 2021, i la vicepresidenta Mar Iglesias García va assumir el càrrec de manera interina, i fou nomenada presidenta de la FORTA.
La resta dels nou membres són proposats pel Consell Audiovisual de la Comunitat Valenciana (dos membres), el Consell de la Ciutadania (un membre), els treballadors (un membre) i les Corts Valencianes (cinc membres). El president és l'únic que té una dedicació exclusiva i un salari, mentre que la resta de membres tenen dret a dietes. Les propostes de candidatures han d'acompanyar-se amb el currículum que acredite els mèrits requerits per complir amb la qualificació, experiència i coneixements indicats. El mandat dels consellers és de sis anys i el Consell es renova parcialment cada tres anys.
Els contractes genèrics i convenis es signen en funció de la quantia dels mateixos. Si són inferiors a un milió d'euros, el president pot maniobrar amb total llibertat. Si els acords de caràcter plurianual —a pagar en més d'un any— ascendeixen al milió d'euros o són menors de cinc milions, el president necessitarà comptar amb l'aprovació del Consell Rector. Per acabar, si superen els cinc milions d'euros farà falta el beneplàcit del Govern valencià.
| Conseller | Proposat per             | Proposat per             | Data d'elecció                                                           |
| --- | ------------------------ | ------------------------ | ------------------------------------------------------------------------ |
| Mar Iglesias García (Presidenta en funcions i Vicepresidenta, proposada per Compromís) Extreballadora de RTVV, periodista i professora | Consell Audiovisual      | Consell Audiovisual      | 26 d'octubre de 2016 (Presidenta en funcions des del 8 de gener de 2021) |
| Raquel Piqueras Navarro (proposada per Ciutadans) Extreballadora de RTVV, sociòloga i professora                                       | Consell Audiovisual      | Consell Audiovisual      | 26 d'octubre de 2016                                                     |
| Rosa María Agost Canós | Consell de la Ciudadania | Consell de la Ciudadania | 7 de novembre de 2019                                                    |
| María Soledad Fernández Cano (proposada per sindicats) Pedagoga, professora i secretària d'Acció Sindical de la FSC CCOO PV            | Treballadors             | Treballadors             | 16 d'abril de 2021                                                       |
| Marc Pallarès Piquer Filòleg, escriptor, crític literari i professor                                                                   | PSPV-PSOE                | Corts Valencianes        | 21 de desembre de 2018                                                   |
| Rosa María Yagüe Perales Economista | Compromís                | Corts Valencianes        | 12 de desembre de 2019                                                   |
| María Lozano Estivalis Professora de periodisme                                                                                        | Podem                    | Corts Valencianes        | 26 d'octubre de 2016                                                     |
| José Martínez Sáez Professor | Ciutadans                | Corts Valencianes        | 26 d'octubre de 2016                                                     |
| Vicente Cutanda Mansilla Exdelegat de RTVV, exassessor de comunicació, periodista i agent de futbolistes                               | PPCV                     | Corts Valencianes        | 26 d'octubre de 2016                                                     |

### Direcció General
S'encarrega de la direcció executiva de totes les societats de la Corporació. El Consell Rector convoca un concurs públic i d'entre tots selecciona un candidat amb una majoria de tres cinquens, que és remés a la comissió competent de les Corts perquè comparega. Aquesta comissió ha de valorar la idoneïtat per al càrrec i aprovar o denegar la proposta amb una majoria absoluta. Si es denega, el Consell Rector ha de proposar un altre nom. El càrrec té condició de personal laboral d'alta direcció, és de dedicació exclusiva i té una durada de tres anys.
| Direcció General       | Inici             | Final             |
| ---------------------- | ----------------- | ----------------- |
| Empar Marco Estellés   | 2 de març de 2017 | 8 de març de 2020 |
| Alfred Costa i Folgado | 9 de març de 2020 | Actualitat        |

### Consell de la Ciutadania
És l'òrgan assessor en matèria de programació i de continguts. Aquest consell assistix al Consell Rector i a la Direcció general en la definició i avaluació de les polítiques i estratègies de programació. Té a més la missió d'oferir la perspectiva de les diferents audiències i identificar qüestions i demandes que puguen ser rellevants per ser considerades pel Consell Rector.
Aquest consell realitzarà una sessió ordinària almenys una vegada cada tres mesos i les sessions extraordinàries necessàries previstes en el reglament o a petició del Consell Rector.
Està compost per tretze persones censades a la Regió de València i majors d'edat. Són triats mitjançant un sistema mixt i paritari: nou membres d'entre les persones proposades per associacions i entitats valencianes (les dues associacions de consumidors i usuaris més representatives, el Consell Valencià de Cultura, l'Acadèmia Valenciana de la Llengua, el Consell Valencià d'Universitats i de Formació Superior, les principals associacions del tercer sector, les principals associacions del sector de la defensa dels drets del col·lectiu LGTB, les principals associacions de defensa de la igualtat dedicades a combatre la violència de gènere i per la igualtat entre homes i dones, i el Consell de la Joventut), i quatre membres seleccionats en un procés públic i obert. El mandat té una durada de cinc anys.
| Conseller                                                                    | Proposat per                                                 | Data d'elecció       |
| ---------------------------------------------------------------------------- | ------------------------------------------------------------ | -------------------- |
| Fernando Móner Romero                                                        | Conselleria d'Economia Sostenible                            | 13 d'abril de 2018   |
| Lucía Peris Mestre                                                           | Conselleria d'Economia Sostenible                            | 13 d'abril de 2018   |
| Vicente Muñoz Puelles                                                        | Consell Valencià de Cultura                                  | 13 d'abril de 2018   |
| Verònica Cantó Doménech                                                      | Acadèmia Valenciana de la Llengua                            | 13 d'abril de 2018   |
| Fernando Vilar Moreno                                                        | Consell Valencià d'Universitats i de Formació Superior       | 13 d'abril de 2018   |
| Nuria Tendeiro Parrilla                                                      | Plataforma del Tercer Sector de la Comunitat Valenciana      | 13 d'abril de 2018   |
| Julia Sevilla Merino (Presidenta)                                            | Federació de Dones Progressistes, Tyrius i Associació Alanna | 13 d'abril de 2018   |
| Toño Abad García (Vicepresident)                                             | Col·lectiu Lambda                                            | 13 d'abril de 2018   |
| Andreu Yakúbuv-Trembach Zavisqui                                             | Consell de la Joventut de la Comunitat Valenciana            | 13 d'abril de 2018   |
| José Ignacio Pastor Pérez Extreballador de RTVV i president d'ACICOM         | Consell Rector                                               | 22 de febrer de 2018 |
| Pilar Gloria Devesa Quinto Periodista i tècnica superior d'Integració Social | Consell Rector                                               | 22 de febrer de 2018 |
| María Teresa Puertes Andreu Periodista i portaveu de Pobresa Zero            | Consell Rector                                               | 22 de febrer de 2018 |
| José Reig Cruañes Doctor en Història i professor                             | Consell Rector                                               | 22 de febrer de 2018 |

### Consell d'Informatius
És un òrgan de participació del conjunt dels professionals que intervenen en el procés d'elaboració de continguts informatius per vetllar per la seua independència, objectivitat i veracitat dels informatius difosos. Les normes d'organització i funcionament d'aquest consell estan establertes en el Reglament Orgànic aprovat pel Consell Rector.
El consell el formen Abel Campos i Micó, Isabel María González Mesa i Roberto Ortín Falc.
El Consell d’Informatius està compost per:
| Mandat (data de constitució)        | Presidència                   | Vicepresidència         | Secretaria              | Vocals |
| ----------------------------------- | ----------------------------- | ----------------------- | ----------------------- | --- |
| 25 d'octubre 2019                   | Ricard Cobo del Prado Reverte | Isabel M. González Mesa | Benjamín Marín Pérez    | - Abel Campos i Micó - Roberto Ortín Falcó |
| 8 de novembre de 2021               | Robert Ortín Falcó            | Adelaida Ferre          | Xavier García del Valle | - Abel Campos i Micó - Anna Blanco Beneyto (substituïda per Santiago López el 31 de novembre de 2022) - Xelo Gimeno Borràs (representant del Consell d'Informatius en la Comissió de Seguiment del Llibre d’Estil). |
| 10 de novembre de 2023 - actualitat | Joan Durà                     | Adelaida Ferre          | Xavier García del Valle | - Santiago López - Xelo Gimeno - Tica Cuesta |

## Estructura empresarial
La Corporació exerceix la funció de servei públic a través d'aquestes societats. A més, pot constituir o participar en el capital de qualsevol entitat l'objecte social de la qual estiga vinculat amb les activitats d'aquesta, però no utilitzar a qualsevol societat per crear altres empreses. Així mateix pot contractar a tercers qualsevol servei audiovisual excepte els continguts informatius.

### Societat Anònima de Mitjans de Comunicació de la Comunitat Valenciana, S.A.
És l'empresa matriu per la qual la Corporació exerceix la funció de servei públic. Els seus objectius socials inclouen la comercialització publicitària dels seus productes o serveis i la formació i investigació audiovisual.

## Objectius
Els objectius generals i les línies estratègiques a aconseguir estan concretats en el mandat marc que les Corts aproven, amb una majoria de tres cinquens, per a la Corporació cada sis anys. Els objectius continguts en el mandat marc es desenvolupen de manera precisa a través d'un contracte programa, que té una durada de tres anys i que han de subscriure el Consell i la Corporació.
La programació i la producció audiovisual té com a missió contribuir activament a la normalització de la llengua i cultura pròpies de la Comunitat Valenciana i a la seua vertebració. El 35% del temps d'emissió anual està reservat a la difusió d'obres audiovisuals i cinematogràfiques de productores valencianes independents i producció original en valencià. El contracte programa estableix els objectius i les obligacions concretes que ha de complir la programació dels diferents mitjans de la Corporació.
El mandat marc serà redactat i aprovat per les Corts abans del 14 de novembre del 2016, i el contracte programa abans de nou mesos a partir de l'aprovació del mandat marc.

## Economia i recursos
| Any  | Pressupost total (en milions d'€) | Pressupost aportat per la Generalitat | Pressupost aportat per la Generalitat |
| ---- | --------------------------------- | ------------------------------------- | ------------------------------------- |
| Any  | Pressupost total (en milions d'€) | En milions d'euros                    | En percentatge                        |
| 2016 | 29                                | -                                     |                                       |
| 2017 | 55                                |                                       | 0,31 %                                |
| 2018 | 55                                |                                       |                                       |
| 2022 | 66,9                              | 58                                    | 0,28 %                                |
| 2023 | 83,1                              |                                       |                                       |
| 2024 | 84,8                              |                                       |                                       |

La Corporació solament pot recórrer a l'endeutament per al finançament de les seues inversions i per atendre desfasaments temporals de tresoreria.

### Finançament
Per llei, existeixen aquestes quatre formes de finançament possible:
- Compensació per la prestació de servei públic. Si al final de l'exercici la compensació supera el cost incorregut per la Corporació, l'excés es destina a dotar un fons de reserva que no pot superar el 10% del finançament públic pressupostat. En cas de superar-lo, el pressupost de la Generalitat per al següent exercici serà menor en aquesta quantitat. El pressupost assignat és d'entre el 0,3 i el 0,6% del pressupost de la Generalitat, que el 2016 és de 29 milions d'euros.[39][93][94] D'aquests, 15 milions es destinaran a la generació de producció audiovisual.[36]
- Ingressos derivats de la comercialització de publicitat.
- Ingressos derivats d'altres activitats pels serveis prestats o la cessió o venda de determinats continguts audiovisuals.
- Percentatges procedents de quotes per la difusió de la radiotelevisió per l'aire o per Internet.

### Patrimoni
Són patrimoni de la Corporació tots els béns i drets, és a dir, des dels edificis i l'equipament tècnic fins als drets d'emissió.
S'inclou també el fons de reserva de la Corporació. Solament pot ser utilitzat, amb l'autorització de les Corts, per compensar pèrdues d'exercicis anteriors i per atendre a contingències especials. En cas de no utilitzar-lo en quatre anys, el fons de reserva ha de ser utilitzat per reduir les compensacions.

### Treballadors
La contractació del personal es realitza, respectant els principis d'igualtat, publicitat, mèrit i capacitat, mitjançant unes proves d'accés establertes i convocades pel Consell Rector. Tots els candidats que no superen les proves entraran en borses de treball i aquests poden ser cridats en llocs de treballs de forma temporal i provisional. El règim de retribucions és el mateix que regeix per a la resta de funcionaris de la Generalitat.
El tancament de l'anterior ens va deixar sense treball a 1600 treballadors i són aquests els que tenen prioritat en la contractació temporal. El nombre de treballadors serà definit pel Consell Rector.

### Innovació, desenvolupament i investigació
El contracte programa detalla les inversions en infraestructures i tecnologia necessàries per al compliment dels objectius de servei públic i en investigació. La Corporació, a més, pot establir convenis d'investigació i desenvolupament amb centres d'investigació, universitats i empreses per investigar determinats aspectes de la seua implantació i desenvolupament.

## Seus

### Centre de Producció de Programes (CPP)
És un centre de comunicacions i de producció audiovisual situat en la localitat de Burjassot. Des de juliol del 2016 és propietat de la Generalitat Valenciana, moment en el qual es van traslladar tots els béns de l'antic propietari, Radiotelevisió Valenciana. Aquest complex fou la seua seu durant tots els seus anys de vida.
El novembre de 2018 la Corporació va rebre el vist i plau de la Generalitat per a utilitzar temporalment el Centre de Producció de Programes (CPP) de Burjassot com a lloc de reunions del Consell Rector. Més tard, el complex es va convertir oficialment en la seu principal.

## Imatge corporativa

### Logotip

26 d'octubre de 2016 – 5 de març de 2018 [c](Provisional)
5 de març de 2018 –
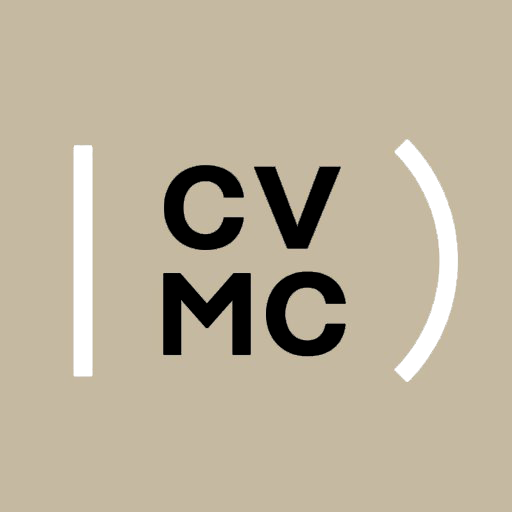
5 de març de 2018 – (xarxes socials)

### Procés d'elecció de la imatge corporativa
El 22 de desembre de 2016 el Consell Rector de la Corporació Valenciana de Mitjans de Comunicació va aprovar seleccionar la nova imatge corporativa i denominació de les marques que engloven els canals de televisió, ràdio i de multimedia mitjançant un concurs públic. Es destinaran 5.000 € per a premiar la proposta d'un nou nom que actúe com paraiguas per a les diferentes marques de la nova radiotelevisió valenciana, i altres 5.000 per a qui dissenye la imatge corporativa.
Els criteris que el Consell Rector tindrá en compte per a escollir les guanyadores serà la promoció de la llengua i cultura valenciana, la contribució a la vertebració del territori de la Comunitat i criteris de durabilitat de la marca.
Són dos processos independets, amb dos propósits distints: seleccionar el 'naming' per a les noves plataformes i escollir als tres equips de treball que participarán en el desenvolupament de la identitat visual corporativa. Cada empresa, entitat o persona interessada podrà participar en uno o en els dos processos convocats. La selecció dels candidats del procés vinculat a la identitat visual es basarà en la valoració dels seus portfolios professionals.

## Activitats

### Creació de contingut
Es van presentar més de 800 ofertes de programació i en el mes d'agost del 2016 es va donar a conéixer el contingut seleccionat per als canals de la Corporació. La selecció es va fer tenint en compte criteris d'interés, originalitat i qualitat; l'ús del valencià; que estiguera fet per valencians i al País Valencià; i la viabilitat financera.

### Emissió per televisió
La televisió valenciana té un canal que emet en obert per la TDT, en la freqüències per la quals emetia anteriorment Canal Nou, i per Internet. Aquest és de caràcter generalista.
Possiblement, i a proposta en el mandat marc dels grups del PSPV-PSOE i de Compromís, s'engegarà un canal internacional que permeta fomentar la projecció de la cultura i la indústria audiovisual valenciana en l'exterior.
S'espera reciprocitat en l'emissió del canal de televisió de la Corporació amb els canals públics de Catalunya (CCMA) i les Illes Balears (EPRTVIB): aquests canals es veuran a la Comunitat Valenciana sempre que el de la Corporació es veja en aquests territoris.

#### Canals
| Logo | Canal                     | Format d'imatge | Mitjans d'emissió | Inici de transmissions |
| ---- | ------------------------- | --------------- | ----------------- | ---------------------- |
|      | À Punt Canal generalista. | HD              | TDT i Internet    | 10 de juny de 2018     |

#### Audiències
Mitjana de l'evolució de la quota de pantalla mensual de totes les televisions.
|      | Gener         | Febrer        | Març          | Abril     | Maig      | Juny        | Juliol      | Agost       | Setembre    | Octubre | Novembre | Desembre | Mitjana anual |
| ---- | ------------- | ------------- | ------------- | --------- | --------- | ----------- | ----------- | ----------- | ----------- | ------- | -------- | -------- | ------------- |
| 2018 | Sense Emissió | Sense Emissió | Sense Emissió | En proves | En proves | Sense dades | Sense dades | Sense dades | Sense dades | 1,2%    | 1,4%     | 1,3%     | 1,4%          |
| 2019 | 1,3%          | 1,5%          | 2,5%          | 1,9%      | 2,2%      | 2,0%        | 2,3%        | 2,5%        | 2,7%        | 2,3%    | 1,9%     | 2,2%     | 2,3%          |
| 2020 | 2,5%          | 1,9%          | 3,2%          | 3,3%      | 3,2%      | 2,9%        | 2,6%        | 2,5%        | 3,0%        | 3,5%    | 3,7%     | 3,7%     | 3%            |
| 2021 | 3,6%          | 3,2%          | 3,6%          | 3,7%      | 4,0%      | 3,6%        | 2,8%        | 2,8%        |             |         |          |          |               |

### Emissió per ràdio
La ràdio valenciana es compon de una emissora generalista, amb informatius, entreteniment, ficció, tertúlies i esport. Emet a través de les freqüències per les quals retransmetia anteriorment Nou Ràdio.

#### Canals
| Logo | Canal                        | Format de so | Mitjans d'emissió  | Inici de transmissions |
| ---- | ---------------------------- | ------------ | ------------------ | ---------------------- |
|      | À Punt FM Canal generalista. | -            | FM, TDT i Internet | 11 de desembre de 2017 |

### Emissió baix demanda
Els continguts s'emeten també baix demanda mitjançant les aplicacions web i mòbil oficials.